# Веб-камера

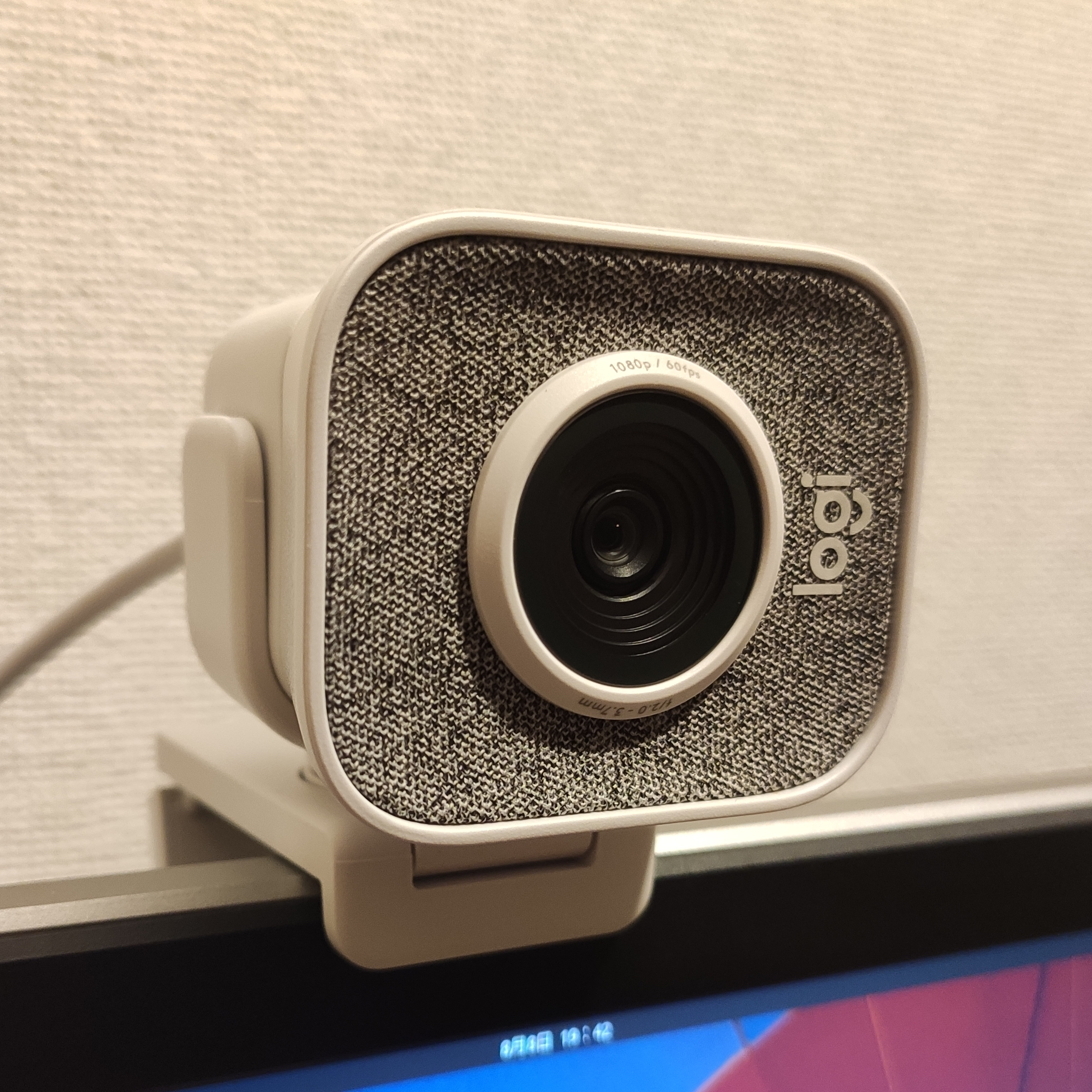
Веб-камера Logitech StreamCam

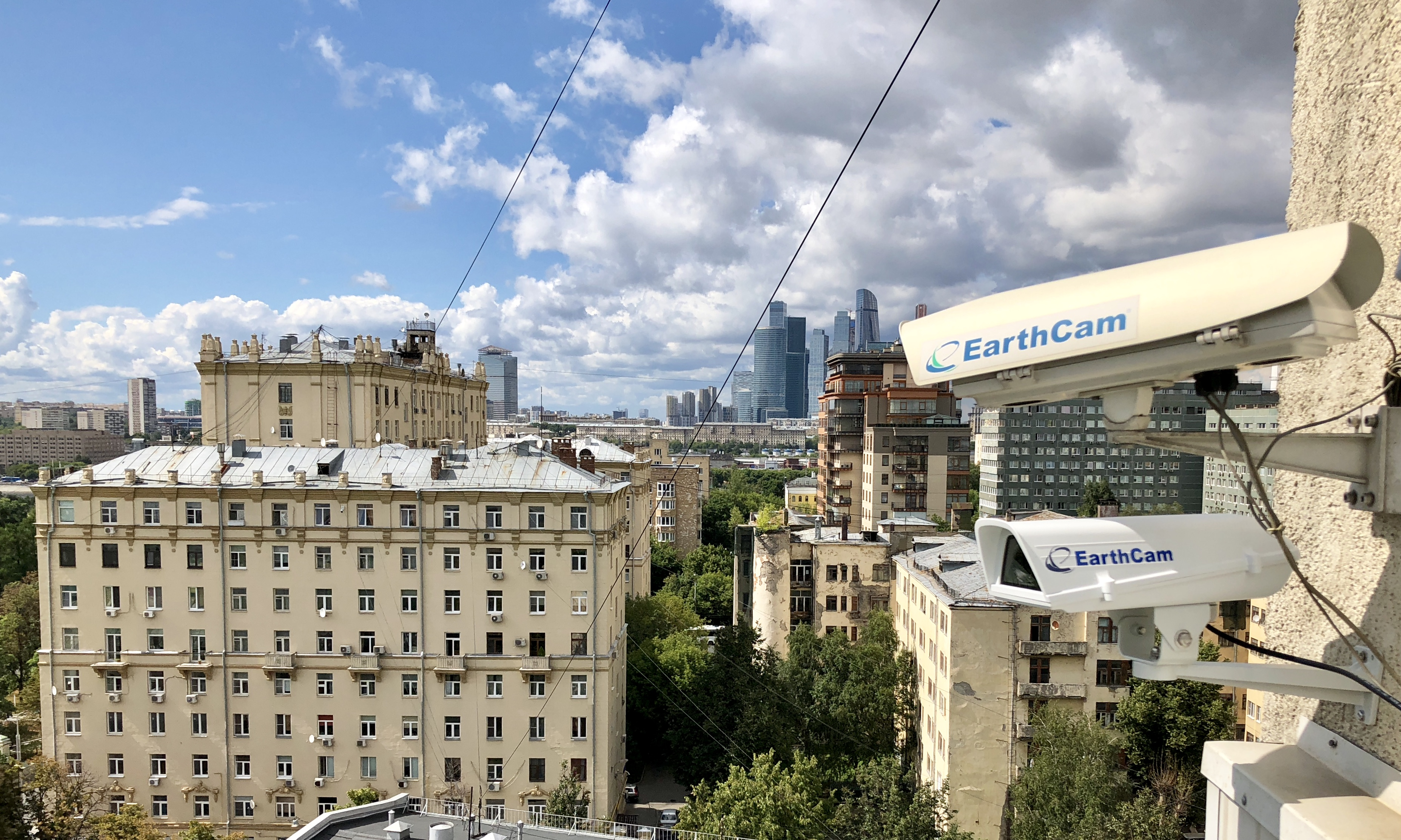
Уличные веб-камеры EarthCam

Веб-камера — цифровая теле- или фотокамера, способная в реальном времени фиксировать изображения, предназначенные для дальнейшей передачи по сети Интернет (например, в программах для видеосвязи типа Skype, TrueConf, VideoGrace, Instant Messenger). Веб-камера может быть как отдельным устройством (подключается по USB), так и модулем, встроенным в ноутбук, либо в монитор.
Веб-камеры, доставляющие изображения через интернет, закачивают изображения на веб-сервер либо по запросу, либо непрерывно, либо через регулярные промежутки времени. Это достигается путём подключения камеры к компьютеру или благодаря возможностям самой камеры. Некоторые современные модели обладают аппаратным и программным обеспечением, которое позволяет камере самостоятельно работать в качестве веб-сервера, FTP-сервера, FTP-клиента и (или) отсылать изображения электронной почтой.
Веб-камеры, предназначенные для видеоконференций, — это, как правило, простые модели камер, подключаемые к компьютеру, на котором запущена программа типа Instant Messenger.
Модели камер, используемые в охранных целях, могут снабжаться дополнительными устройствами и функциями (такими, как детекторы движения, подключение внешних датчиков и т. п.)

## История
Первая в истории веб-камера была запущена в 1991 году и показывала кофеварку в Троянской комнате Кембриджского университета. Сейчас она не работает, поскольку была отключена 22 августа 2001 года. Последний фотоснимок, сделанный этой камерой, ещё можно видеть на её домашней странице в Интернете.
В марте 1994 года компания Connectix представила первую коммерческую веб-камеру QuickСam. Модель, стоившая в рознице $100, передавала черно-белое изображение с разрешением 320х240 и скоростью 15 кадров в секунду.
В 1996 году компания EarthCam начала создавать сеть веб-камер для показа всего мира в режиме реального времени. Сначала камеры транслировали фотографии (интервал производства которых постоянно сокращался), затем передавали видео (разрешение которого улучшалось).
Подобно многим сетевым технологиям, веб-камеры и видеочаты приобрели массовую популярность. Необходимость в «живых» видеоизображениях породила веб-камеры, способные вещать через интернет в формате видеопотока, не требующего от зрителя необходимости вручную обновлять изображение; а вскоре ненужными в современных браузерах стали специальные плагины.
Вместе с тем, истории известны случаи препятствования развития сферы по использованию веб-камер.

## Устройство веб-камеры

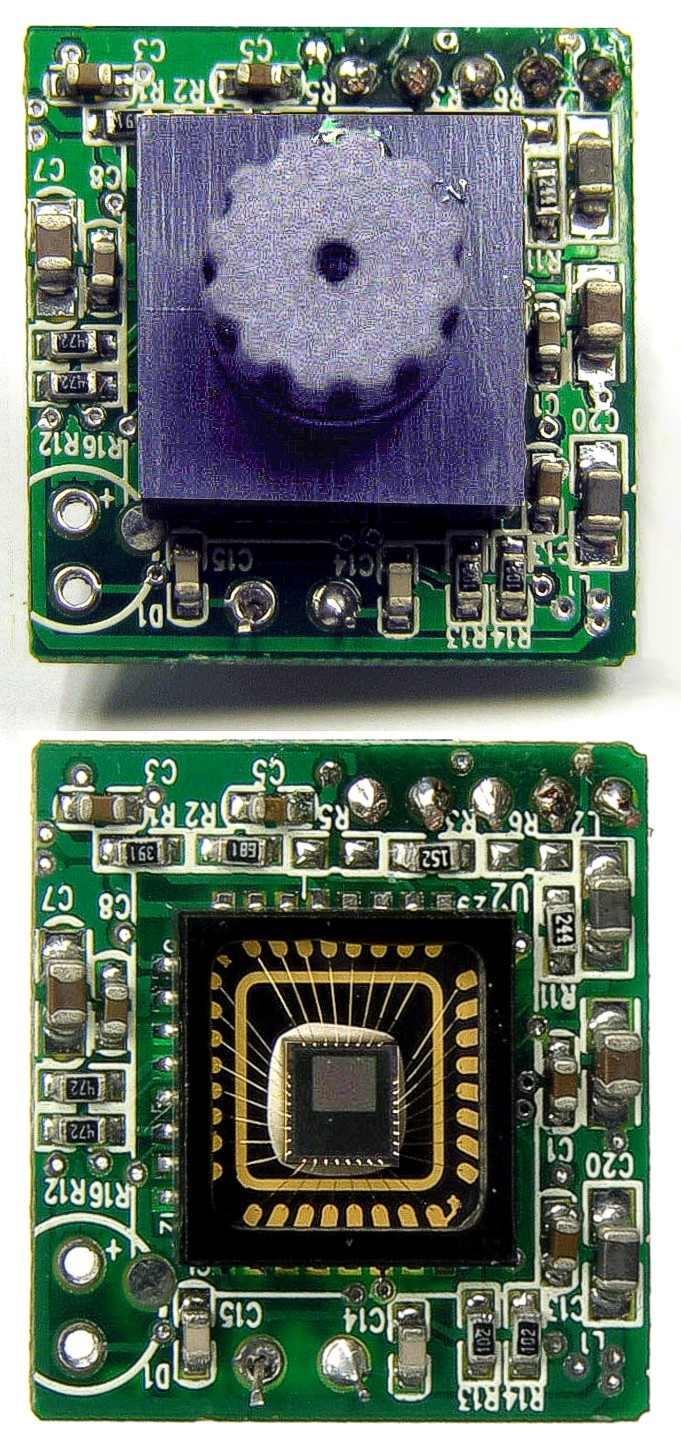
Плата веб-камеры Sweex с объективом и без

Веб-камера содержит объектив типа фикс-фокус, оптический фильтр, ПЗС или КМОП-матрицу, схему цифровой обработки изображения, схему компрессии изображения и опционально веб-сервер для подключения к сети. Диафрагма такой камеры управляется автоматически, не требуя вмешательства оператора.

## Камеры с доступом через Интернет
Помимо очевидного применения в видеоконференцсвязи, веб-камеры быстро обрели популярность в качестве средства, позволяющего одним пользователям Интернета созерцать мир через камеры, подключённые к Интернету другими пользователями.
Существуют камеры, транслирующие через Интернет изображения птичьих гнёзд, городских улиц, частных жилищ, сельской местности, офисов, городских панорам, извергающихся вулканов, канатных дорог, пекарен и т. п. На сегодняшний день веб-камеры есть даже в космосе (например, на Международной космической станции).
Часто веб-камеры используют для демонстрации качества или условий предоставляемого коммерческого сервиса — например, на веб-сайте горнолыжного курорта можно увидеть изображение горнолыжного склона, снятое именно в тот момент, когда его пожелает просмотреть посетитель веб-сайта. Некоторые веб-камеры могут удаленно управляться и в этом случае с помощью кнопок навигации на странице, отображаемой в браузере, можно повернуть веб-камеру вправо или влево или изменить угол наклона — чтобы лучше рассмотреть место съёмки. Существуют веб-камеры, на страницах которых можно управлять не самой веб-камерой, а устройством, которое она (веб-камера) показывает.

## Видеотелефония, видеоконференции
По мере того, как возможности работы с веб-камерами появлялись в приложениях, изначально предназначенных для текстового чата (в программах типа Instant Messenger) — в том числе в Skype, Yahoo Messenger, AOL Instant Messenger, Windows Live Messenger — миллионы обычных пользователей по всему миру получили возможность общения друг с другом по видеофону. Улучшение качества видеоданных позволило веб-камерам конкурировать с существовавшими до этого системами видеоконференцсвязи. Некоторые веб-камеры снабжаются новыми функциями, направленными специально на увеличение популярности и удобства видеосвязи (в том числе функциями, обеспечивающими автоматическое ретуширование снимка, сглаживание морщин, и т. п.)

## Охранные системы
Иногда веб-камеры применяются в системах охраны. Предприятия используют веб-камеры для наблюдения и видеозаписи происходящего в конторах, в прихожих и на складах, на выборах. Домовладельцы при помощи веб-камер наблюдают что угодно — от детской и до заднего двора.
Сама по себе веб-камера, как правило, не способна хранить видеозапись, а просто делает снимки; для сохранения видеозаписи используется специальное программное обеспечение на компьютере, к которому веб-камера подключена.

## Применение в играх

### Камеры для игровых приставок
EyeToy — цифровая цветная видеокамера для PlayStation 2, позволяющая игрокам взаимодействовать с играми при помощи движений, цветораспознавания и других подобных средств.
PlayStation Eye — усовершенствованная EyeToy для PlayStation 3, позволяющая игрокам взаимодействовать с играми при помощи движений, цветораспознавания и других подобных средств.
Xbox Live Vision — видеокамера для Xbox 360 и Xbox Live, которая также может использоваться в играх.
Kinect — камера для компьютеров и приставок с ИК-лазером и массивом микрофонов для получения информации о трёх измерениях.

### Камеры для PC
PC-веб-камеры также могут использоваться в играх, использующих простые алгоритмы распознавания движений. Игры, использующие веб-камеры, бывают двух типов:
- игры, которые являются отдельными программами,
- игры, которые запускаются в окне браузера при помощи технологии Flash, или какого-нибудь другого плагина.

### Применение камер на выборах
В России установили веб-камеры для просмотра и записи выборов. Первые были установлены 4 марта 2012 года. Показывали комиссии и урны.

## Сетевая веб-камера (IP-камера)

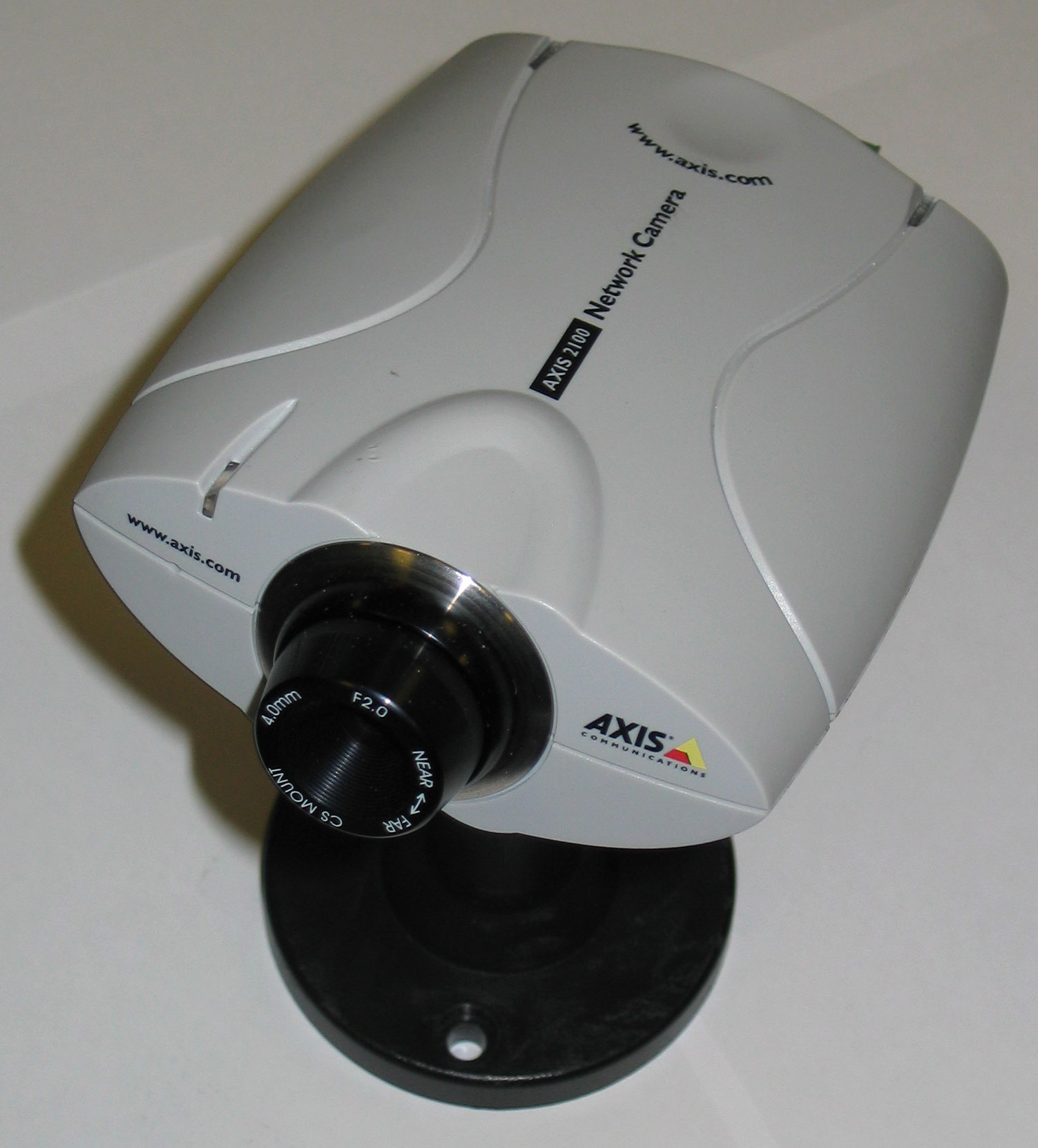
Сетевая веб-камера Axis

Современная IP-камера представляет собой цифровое устройство, производящее видеосъёмку, оцифровку, сжатие и передачу по компьютерной сети видеоизображения. В отличие от обычной веб-камеры сетевая камера функционирует как вебсервер и имеет свой собственный IP-адрес. Таким образом, возможно непосредственное подключение камеры к интернету, что позволяет получать видео и аудиосигнал и обеспечивать управление камерой посредством интернета через браузер.

## Критика
- Веб-камеры часто критикуются за то, что с помощью них можно следить за пользователем[6].

## Программы для веб-камер
Программное обеспечение для работы с веб-камерами:
- Skype, Ekiga — программное обеспечение для видеоконференций через Интернет между компьютерами, а также для использования телефонной связи.
- Cheese и Guvcview — программы для фотографирования и видеосъёмки в операционных системах семейства Linux.
- Enable Viacam — эмуляция мыши на основе трекинга головы пользователя компьютерной мыши.